# بوریس استایمتس
بوریس استایمتس (فرانسوی: Boris Steimetz‎؛ زادهٔ ۲۷ ژوئیهٔ ۱۹۸۷) شناگر اهل فرانسه است.